# Adrien Quiret de Margency
Adrien Quiret de Margency, né en 1727 et mort en 1802, est un officier français de la maison du roi en 1746 et un homme de lettres ami de Jean-Jacques Rousseau.

## Biographie
Gentilhomme-ordinaire de la maison du roi et syndic de Margency, Cuyret fréquentait les salons de D’Holbach et de Louise d'Épinay, produisant de petits poèmes que Grimm n’a pas dédaigné d’inclure dans sa Correspondance littéraire.
Préoccupé des choses de l’amour, Cuyret a fourni les articles « faveurs », « fidélité » et « fleurette » – ainsi que « galanterie »  – aux sixième et septième tomes de l’Encyclopédie de Diderot et D'Alembert. 
Vers 1761, Margency fut sujet à une crise spirituelle semblable à celle éprouvée par son collègue Desmahis, et qui le rapprocha de Rousseau mais l’éloigna de sa maîtresse Marie-Madeleine Verdelin, au point de ne pouvoir l’épouser après le veuvage de cette dernière en 1763.

## Sources
- Alexandre Nicolon, Claude Collineau, Bernard Deü, Histoire de Margency : 650 ans d’histoire locale, 200 ans d’histoire communale, Saint-Ouen-l’aumône, Valhermeil, 2003.  (ISBN 978-2-913328-46-4)
- Frank Arthur Kafker, The Encyclopedists as Individuals: A Biographical Dictionary of the Authors of the Encyclopédie, Oxford, Studies on Voltaire and the eighteenth Century, 1988, p. 246-7.  (ISBN 978-0-7294-0368-9)